# Jacques Pradon
Jacques Pradon també conegut com a Nicolas Pradon (Rouen, Alta Normandia, 1632 - París, 14 de gener de 1698) fou un poeta i escriptor francès.
Sent encara molt jove s'establí a París, on fou presentat a Marie Anna Mancini duquessa de Bouillon i al duc de Nevers, el seu germà, els quals foren els seus protectors. El 1674 donà al teatre la seva primera obra, Pyrame et Thisbé, que assolí un bon èxit, el qual l'aprofitaren aquells per oposar-lo al novell autor tràgic a Jean Racine, del qual eren enemics el duc de Nevers, la seva germana i madame Deshoulières. Dos dies després de l'estrena de la Phèdre, de Racine, en l'hotel de Bourgogne, els protectors de Pradon aconseguiren que una tragèdia, sobre el mateix assumpte, de Pradon, fos posada en escena en el teatre Guénegaud.
Aquesta producció, (molt mediocre per cert), titulada Phèdre et Hippolyte, assolí (1677) un sorollós èxit, perquè la duquessa de Nevers feu una despesa de 15.000 lliures per assegurar aquell triomf, fent retenir les llotges per les sis primeres representacions, i ensems assoli amb els seus maneigs que no acudís el públic a l'hotel de Bourgogne, on es representava l'obra de Racine. A més, el duc de Nevers i madame Deshoulières publicaren un fort epigrama contra Phèdre, de Racine, que fou contestat amb altres epigrames dels amics d'aquest il·lustre poeta. Però com que el talent sempre s'imposa, aquesta última producció no tardà a imposar-se definitivament a la desgraciada obra de Pradon.
Boileau, en les seves Epístoles, ens parla de la ignorància ridícula de Pradon. Aquest, per altra banda, donà moltes proves dels seus limitats coneixements, i ell mateix reconegué la superioritat de Racine, ja que l'imità en les seves produccions. Com que Boileau prengué partit a favor de Racine, Pradon atacà més tard vivament al cèlebre satíric, contra el qual publicà:
- Le triomphe de Pradon sur les satires du sieur D...(1684);
- Nouvelles remarques sur tous les ouvrages du sieur D...(1685);
- Satirique français expirant (1689);
- Réponse à la satire X du Sieur D...(1694).

L'estil de les tragèdies de Pradon és àrid, i totes elles, sense excepció, poden qualificar-se de mediocres, el mateix que els seus versos. Les tragèdies d'aquest autor, a més de les mencionades, són:
- Tamerlan ó La mort de Bajazet (1675);
- Electre, representada el mateix any que el seu Phèdre (1677);
- La Troade (1679);
- Tarquin (1679);
- Statira (1680);
- Regulus (1688);
- Germanicus (1694);
- Scipion (1697), totes elles estrenades a París, però ni Electre ni Germanicus es donaren a la impremta.

Pyrame et Thisbé i Regulus són, sens cap dubte, les seves millors obres; en aquesta última, sobretot, el protagonista apareix en certes ocasions amb una grandesa d'ànima el mateix que els personatges de Corneille. Contra la Phèdre, de Racine, escriví Pradon una crítica en vers titulada Jugement d'Apollon sur la Phèdre des ancians.